# Schaatsen op de Olympische Winterspelen 2002 - 1000 meter vrouwen
De 1000 meter vrouwen op de Olympische Winterspelen 2002 werd op zaterdag 9 februari 2002 in de Utah Olympic Oval in Salt Lake City, Verenigde Staten verreden.

## Tijdschema
| Datum               | Lokale tijd | MET   |
| ------------------- | ----------- | ----- |
| zaterdag 9 februari | 15:00       | 07:00 |

## Statistieken

### Uitslag
| Plaats | Naam                 | Land | Tijd    |    |
| ------ | -------------------- | ---- | ------- | -- |
| Goud   | Chris Witty          | USA  | 1.13.83 | WR |
| Zilver | Sabine Völker        | GER  | 1.13,96 | NR |
| Brons  | Jennifer Rodriguez   | USA  | 1.14,24 |    |
| 4      | Marianne Timmer      | NED  | 1.14,45 | NR |
| 5      | Anni Friesinger      | GER  | 1.14,47 |    |
| 6      | Monique Garbrecht    | GER  | 1.14,60 |    |
| 7      | Aki Tonoike          | JPN  | 1.14,64 | NR |
| 8      | Andrea Nuyt          | NED  | 1.14,65 | PB |
| 9      | Catriona LeMay-Doan  | CAN  | 1.14,72 |    |
| 10     | Chiara Simionato     | ITA  | 1.14,86 | NR |
| 11     | Svetlana Zjoerova    | RUS  | 1.15,02 | NR |
| 12     | Anzjelika Kotjoega   | BLR  | 1.15,03 | NR |
| 13     | Cindy Klassen        | CAN  | 1.15,08 |    |
| 14     | Amy Sannes           | USA  | 1.15,09 | PB |
| 15     | Annamarie Thomas     | NED  | 1.15,20 | PB |
| 16     | Becky Sundstrom      | USA  | 1.15,88 |    |
| 17     | Eriko Sanmiya        | JPN  | 1.16,26 |    |
| 18     | Marieke Wijsman      | NED  | 1.16,48 | PB |
|        | Sayuri Osuga         | JPN  | 1.16,48 |    |
| 20     | Varvara Barysjeva    | RUS  | 1.16,49 |    |
| 21     | Marion Wohlrab       | GER  | 1.16,51 | PB |
| 22     | Song Li              | CHN  | 1.16,71 |    |
| 23     | Svetlana Kajkan      | RUS  | 1.16,93 |    |
| 24     | Krisztina Egyed      | HUN  | 1.17,11 | NR |
| 25     | Hua Jin              | CHN  | 1.17,35 | PB |
| 26     | Wang Manli           | CHN  | 1.17,37 |    |
| 27     | Susan Auch           | CAN  | 1.17,89 |    |
| 28     | Ljoedmila Prokasjeva | KAZ  | 1.18,19 |    |
| 29     | Jo Seon-yeon         | KOR  | 1.18,36 | NR |
| 30     | Yanchun You          | CHN  | 1.18,74 | PB |
| 31     | Lee Yong-ju          | KOR  | 1.18,79 | PB |
| 32     | Choi Seung-yong      | KOR  | 1.18,88 |    |
| 33     | Svetlana Radkevitsj  | BLR  | 1.18,93 |    |
| 34     | Andrea Jakab         | ROU  | 1.19,60 | NR |
| 35     | Olena Mjagkych       | UKR  | 1.20,13 | NR |
|        | Maki Tabata          | JPN  | DQ      |    |

OR = olympisch record
BR = baanrecord
NR = nationaal record
PB = persoonlijk record
1932 (d.) · 
1960 · 
1964 · 
1968 · 
1972 · 
1976 · 
1980 · 
1984 · 
1988 · 
1992 · 
1994 · 
1998 · 
2002 · 
2006 · 
2010 · 
2014 · 
2018 ·
2022